# Valor intrínseco (ética)
Un valor intrínseco (también llamado valor terminal, valor esencial o valor principal), en ética, es una propiedad de todo lo que es valioso por sí mismo. El valor intrínseco contrasta con el valor instrumental (también conocido como valor extrínseco), que es una propiedad de cualquier cosa que deriva su valor de una relación con otra, intrínsecamente valiosa.
El valor intrínseco es siempre algo que un objeto tiene 'en sí mismo' o 'por sí mismo', y es una propiedad intrínseca. Un objeto con valor intrínseco puede ser considerado como un "fin", o en terminología kantiana, como un "fin en sí mismo". Como ejemplo kantiano:

"La fidelidad a las promesas y la benevolencia basadas en principios (no en el instinto) tienen un valor intrínseco."

El término 'valor intrínseco' es utilizado en axiología, una rama de la filosofía que estudia el valor (incluyendo tanto el ético como el estético). Todas las principales teorías éticas normativas identifican algo como intrínsecamente valioso. Por ejemplo, para un especialista en ética de las virtudes, la eudaimonía (el florecimiento humano, a veces traducido como 'felicidad') tiene un valor intrínseco, mientras que las cosas que le traen felicidad (como tener una familia) pueden ser meramente valiosas desde el punto de vista instrumental. De manera similar, los consecuencialistas pueden identificar el placer, la falta de dolor y/o el cumplimiento de las preferencias de cada uno con un valor intrínseco, haciendo que las acciones que los producen tengan valor meramente instrumental. Por otro lado, los defensores de la ética deontológica argumentan que las acciones moralmente correctas (aquellas que respetan el deber moral hacia los demás) son siempre intrínsecamente valiosas, independientemente de sus consecuencias.

## El bien y la cuestión de los fines
En filosofía generalmente se viene estudiando el problema de los fines, enfocándolo con una pregunta, en un caso hacia qué componentes proporcionan una vida satisfactoria y en el otro, sobre qué cosas son buenas en sí mismas. La primera pregunta nos lleva a suponer que, de forma natural, se persigue una vida satisfactoria en función de nuestros deseos y nos lleva a la teoría del bienestar humano. Con la segunda pregunta se asume que lo que ya es bueno en sí mismo, ya es digno de elección y se llega a la teoría del valor intrínseco, que hunde su raíces en la Teoría de las formas de Platón, y se buscan esas cosas que son buenas en sí mismas, como pueden ser, entre otras, la vida, la felicidad, el placer, el conocimiento, la virtud, la amistad o la belleza.

## Un fin
En filosofía y ética, un fin, o telos, es el objetivo final en una serie de pasos. Por ejemplo, según Aristóteles, el fin de todo lo que hacemos es la felicidad. Se contrasta con un medio, que es algo que te ayuda a lograr ese objetivo. Por ejemplo, se puede decir que el dinero o el poder son un medio para el fin de la felicidad. Sin embargo, algunos objetos pueden ser fines y medios al mismo tiempo.
El fin es más o menos similar, y se utiliza a menudo como sinónimo, para los siguientes conceptos:
- Propósito o fin, en su sentido más general, el resultado anticipado que guía la acción.
- La meta u objetivo consiste en un estado proyectado de cosas que una persona o un sistema planea o tiene la intención de conseguir o traer.

## Posturas ante la vida y valor intrínseco
Esta tabla intenta resumir el principal valor intrínseco de diferentes posturas ante la vida y otros puntos de vista, aunque puede haber una gran diversidad entre ellos:
| Postura ante la vida y otros puntos de vista   | Valor intrínseco principal                                              |
| ---------------------------------------------- | ----------------------------------------------------------------------- |
| Nihilismo moral                                | ---                                                                     |
| Humanismo                                      | florecimiento humano                                                    |
| Ecologismo                                     | florecimiento de la vida                                                |
| Feminismo                                      | igualdad de género                                                      |
| Multiculturalismo                              | florecimiento de valores culturales más allá de los propios             |
| Hedonismo                                      | placer                                                                  |
| Eudaimonismo                                   | florecimiento humano                                                    |
| Utilitarianismo                                | utilidad (clásica y usualmente, felicidad o placer y ausencia de dolor) |
| Deontologismo racional                         | virtud o deber                                                          |
| Eudaimonismo racional o deontologismo templado | tanto la virtud como la felicidad combinadas                            |
| Ética situacional                              | amor                                                                    |
| Cristianismo                                   | Imago Dei                                                               |
| Judaísmo                                       | Tikún Olam                                                              |
| Budismo                                        | iluminación y nirvana                                                   |

## Cantidad
Puede haber cero, una o varias cosas en el mundo con valor intrínseco.
El nihilismo intrínseco, o simplemente nihilismo (del latín nihil, 'nada') sostiene que hay cero cantidades con valor intrínseco.

### Aliquidismo intrínseco
El aliquidismo intrínseco, o simplemente aliquidismo (del latín aliquid, 'algo') sostiene que hay uno o más. Puede haber diferentes cantidades, desde una hasta todas las posibles.
- Monismo intrínseco (del griego monos, 'único'), sostiene que hay solo una cosa con valor intrínseco. Esta visión puede mantener posturas ante la vida que aceptan solo este objeto como intrínsecamente valioso.
- Multismo intrínseco (del latín multus, 'muchos'), sostiene que hay muchas cosas con valor intrínseco. En otras palabras, este punto de vista puede mantener los valores intrínsecos de varias posturas ante la vida como intrínsecamente valiosos.
- Panismo intrínseco (del griego pan, 'todo'), sostiene que todo tiene un valor intrínseco.

Entre los seguidores de las posturas aliquidísticas de la vida que consideran que más de una cosa tiene valor intrínseco, estas pueden considerarse igualmente intrínsecamente valiosas o desigualmente valiosas. Sin embargo, en la práctica, en cualquier caso, pueden ser valoradas de manera desigual debido a que sus valores instrumentales dan como resultado valores integrales desiguales.

#### Multismo intrínseco
Este punto de vista puede mantener los valores intrínsecos de varias posturas ante la vida como intrínsecamente valiosos. Nótese la diferencia entre esto y considerar varios valores intrínsecos como más o menos instrumentalmente valiosos, ya que las visiones monistas intrínsecas también pueden tener otros valores intrínsecos además del que ellos mismos eligieron como valiosos, pero solo en la medida en que otros valores intrínsecos contribuyan indirectamente a sus propios valores intrínsecos elegidos.
La forma más simple de multismo intrínseco es el biismo intrínseco (del latín bi, 'dos'), que sostiene que dos objetos tienen un valor intrínseco, como son la felicidad y la virtud. El humanismo es un ejemplo de una postura de la vida que acepta que varias cosas tienen valor intrínseco.
El multismo puede no incluir necesariamente la característica de que los valores intrínsecos tengan un lado negativo, como por ejemplo, la característica del utilitarismo para aceptar tanto el dolor como el placer como de valor intrínseco, ya que pueden verse como caras diferentes de la misma moneda.

#### Aliquidismo no especificado
Ietsismo (del holandés: ietsisme, 'algoismo') es un término utilizado para una variedad de creencias sostenidas por personas que, por un lado, sospechan internamente, o de hecho creen, que hay “más entre el cielo y la tierra” de lo que sabemos, pero por otro lado no aceptan ni suscriben el sistema de creencias establecido, el dogma o la visión de la naturaleza de Dios ofrecidos por las religiones.
En este sentido, puede considerarse a grandes rasgos como aliquidismo, sin más especificaciones. Por ejemplo, la mayoría de las posturas ante la vida incluyen la aceptación de que 'hay algo, algún significado de la vida, algo que es un fin en sí mismo o algo más que la existencia', asumiendo varios objetos o 'verdades', mientras que el ietsismo , por otro lado, acepta que 'hay algo', sin más suposiciones.

### Valor intrínseco total
El valor intrínseco total de un objeto es el producto de su valor intrínseco medio, la intensidad del valor medio y la duración del valor. Puede ser un valor absoluto o relativo. El valor intrínseco total y el valor instrumental total, juntos, forman el valor total de un objeto.

## Concreto y abstracto
El objeto con valor intrínseco, el fin, puede ser tanto un objeto concreto como un objeto abstracto.

### Concreto
En el caso de que los objetos concretos se acepten como fines, pueden ser particulares únicos o generalizados a todos los particulares de uno o más universales. Sin embargo, la mayoría de las posturas ante la vida eligen todos los particulares de los universales como fines. Por ejemplo, el humanismo no asume como fines a los seres humanos individuales, sino a todos los seres humanos de la humanidad.

### Continuo
Al generalizar múltiples particulares de un único universal, puede que no se tenga certeza de si el fin son realmente los particulares individuales o el más bien, abstracto universal. En tales casos, una postura de la vida puede ser más bien un continuo entre tener un fin concreto o abstracto.
Esto puede hacer que las posturas ante la vida sean tanto intrínsecamente multistas como intrínsecamente monistas al mismo tiempo. Sin embargo, tal contradicción de cantidad puede tener solo una importancia práctica menor, ya que dividir un fin en muchos fines disminuye el valor total aunque aumenta la intensidad del valor.

## Tipos de valor intrínseco

### Absoluto y relativo
Puede haber una distinción entre valor ético absoluto y relativo con respecto al valor intrínseco.
El valor intrínseco relativo es subjetivo, dependiendo de los puntos de vista individuales y culturales y/o la elección individual de la postura de la vida. El valor intrínseco absoluto, por otro lado, es filosóficamente absoluto e independiente de los puntos de vista individuales y culturales, así como independiente de si descubrió o no qué objeto lo tiene.
Existe una discusión en curso sobre si existe un valor intrínseco absoluto, por ejemplo, en el pragmatismo. En el pragmatismo, el enfoque empírico de John Dewey no aceptaba el valor intrínseco como una propiedad inherente o duradera de las cosas. Lo veía como un producto ilusorio de nuestra continua actividad de valoración ética como seres que desempeñan una función. Cuando se lleva a cabo solo en algunos contextos, Dewey sostuvo que los bienes son solo intrínsecos en relación con una situación. En otras palabras, solo creía en el valor intrínseco relativo, pero no en ningún valor intrínseco absoluto. Pensaba que en todos los contextos, la bondad se entiende mejor como valor instrumental, sin bondad intrínseca contrastante. En otras palabras, Dewey afirmaba que cualquier cosa solo puede tener un valor intrínseco si es un bien contributivo.

### Positivo y negativo
Puede haber un valor tanto positivo como negativo con respecto al valor intrínseco, donde se persigue o maximiza algo de valor intrínseco positivo, mientras que se evita o minimiza algo de valor intrínseco negativo. Por ejemplo, en el utilitarismo, el placer tiene un valor intrínseco positivo y el sufrimiento tiene un valor intrínseco negativo.

## Conceptos similares
El valor intrínseco se usa principalmente en ética, pero el concepto también se usa en filosofía, con términos que esencialmente pueden referirse al mismo concepto.
- Como 'importancia suprema' es con lo que se relaciona un ser sensible para constituir una postura de la vida.
- Es sinónimo de sentido de la vida, ya que puede expresarse como lo que es significativo o valioso en la vida.[9] Sin embargo, el significado de la vida es más vago, con otros usos adicionales.
- Summum bonum es básicamente su equivalente en la filosofía medieval.
- El valor intrínseco relativo es aproximadamente sinónimo del ideal ético.
- El valor inherente puede considerarse como un valor instrumental de primer grado cuando la experiencia personal es el valor intrínseco.